# NGC 3662
NGC 3662 ist eine Balken-Spiralgalaxie vom Hubble-Typ SBb/P im Sternbild Löwe auf der Ekliptik. Sie ist schätzungsweise 244 Millionen Lichtjahre von der Milchstraße entfernt und hat einen Durchmesser von etwa 95.000 Lichtjahren.
Die Typ-Ia-Supernova SN 2015bd wurde hier beobachtet.
Das Objekt wurde am 22. Februar 1784 von Wilhelm Herschel entdeckt.